# Basingstoke
Basingstoke è la sede del municipio di Basingstoke and Deane nella contea dell'Hampshire nel sud dell'Inghilterra, posta a 72 chilometri a sud-ovest di Londra. La popolazione nel 2011 era di 117 210 abitanti.

## Storia
A Basingstoke si teneva un mercato già nel 1203, e la città è menzionata per il suo mercato nel Domesday Book. Le rovine del palazzo del periodo Tudor di "Basing House" si trovano circa 3 km ad est del centro, nel villaggio di Old Basing.
Nel 1951 Basingstoke aveva solo 16 000 abitanti, ma nel 1961 il governo decise di sviluppare questa ed altre città per dare respiro a Londra e creare una "cintura verde" intorno alla capitale. La popolazione di Basingstoke è da allora cresciuta fino ai livelli attuali.
Il nome Basingstoke ("Basingestoches" nel Domesday Book) pare derivi dalla posizione della città, dove si erano stabilite le genti di Baze. Basing, un villaggio qualche chilometro più ad est, pare abbia la stessa etimologia, ma è ritenuto più antico. Il mercato fu la principale attività di Basingstoke per molti secoli. Nel XVIII secolo in città prosperò la produzione della birra, dopo che i fratelli Thomas and William May fondarono la "May Brewery" (birreria) circa nel 1755. Quando l'Esercito della Salvezza arrivò a Basingstoke predicando l'astinenza nel 1881, la popolazione temette che ciò potesse nuocere all'industria locale e all'occupazione. Ci furono persino scontri armati nella piazza principale. La famiglia May dette sindaci e prominenti benefattori alla città fino al XX secolo.
Verso la fine degli anni sessanta il centro di Basingstoke fu completamente ricostruito. In questa occasione molti edifici di interesse storico furono demoliti. Per questo Basingstoke è stata spesso soprannominata "Boringstoke" (da "boring": noioso), "Basingjoke" (da "joke": barzelletta) o "Basingrad" (dove il suffisso "grad" la accomunava alle città caserma dell'Europa dell'est). Fra il 2002 e il 2003 il centro di Basingstoke è stato intensamente rinnovato, creando un nuovo centro commerciale più moderno e luminoso con negozi, cinema e ristoranti con tavoli all'aperto. Resta da vedere se il nuovo centro commerciale contribuirà a rendere più popolare l'immagine di Basingstoke.

## Geografia fisica
Basingstoke è situata nel nord dell'Hampshire, nel distretto di Basingstoke and Deane, 72 km ovest-sudovest di Londra. Ha eccellenti collegamenti stradali e ferroviari, il che la rende popolare fra chi lavora a Londra e deve fare il pendolare: la stazione ferroviaria londinese di Waterloo può essere raggiunta in circa 45 minuti di treno, l'autostrada M3 corre lungo la città e ha due uscite per Basingstoke e l'autostrada M4 è anche abbastanza vicina (entrambe le autostrade portano a Londra). Basingstoke è dotata di un buon servizio di bus, sia cittadino sia verso città limitrofe come Andover, Newbury e Winchester.
L'espansione di Basingstoke ha assorbito molti villaggi del circondario, che sono divenuti quartieri della città. Basingstoke si estende fra l'autostrada M3 e una ferrovia, che la chiudono da due lati e gli danno una forma quasi rettangolare. Di conseguenza villaggi anche abbastanza vicini come Cliddesden, Dummer, Sherborne e Oakley non sono stati inglobati dal suo sviluppo ma sono rimaste entità separate.

## Economia
Basingstoke è una città prospera con uno standard di vita al di sopra della media e poca disoccupazione. È un centro finanziario e la sede della Associazione Automobilistica Inglese e di compagnie assicurative. Ci sono anche industrie farmaceutiche ed elettroniche.
Ci sono due giornali locali: la Basingstoke Gazette e il Basingstoke Observer, e le notizie di Basingstoke sono anche riportate dal giornale Hampshire Chronicle.

## Infrastrutture e trasporti

### Ferrovie
La stazione ferroviaria principale della città è la Stazione di Basingstoke.